# Baza namiotowa Polana Wały

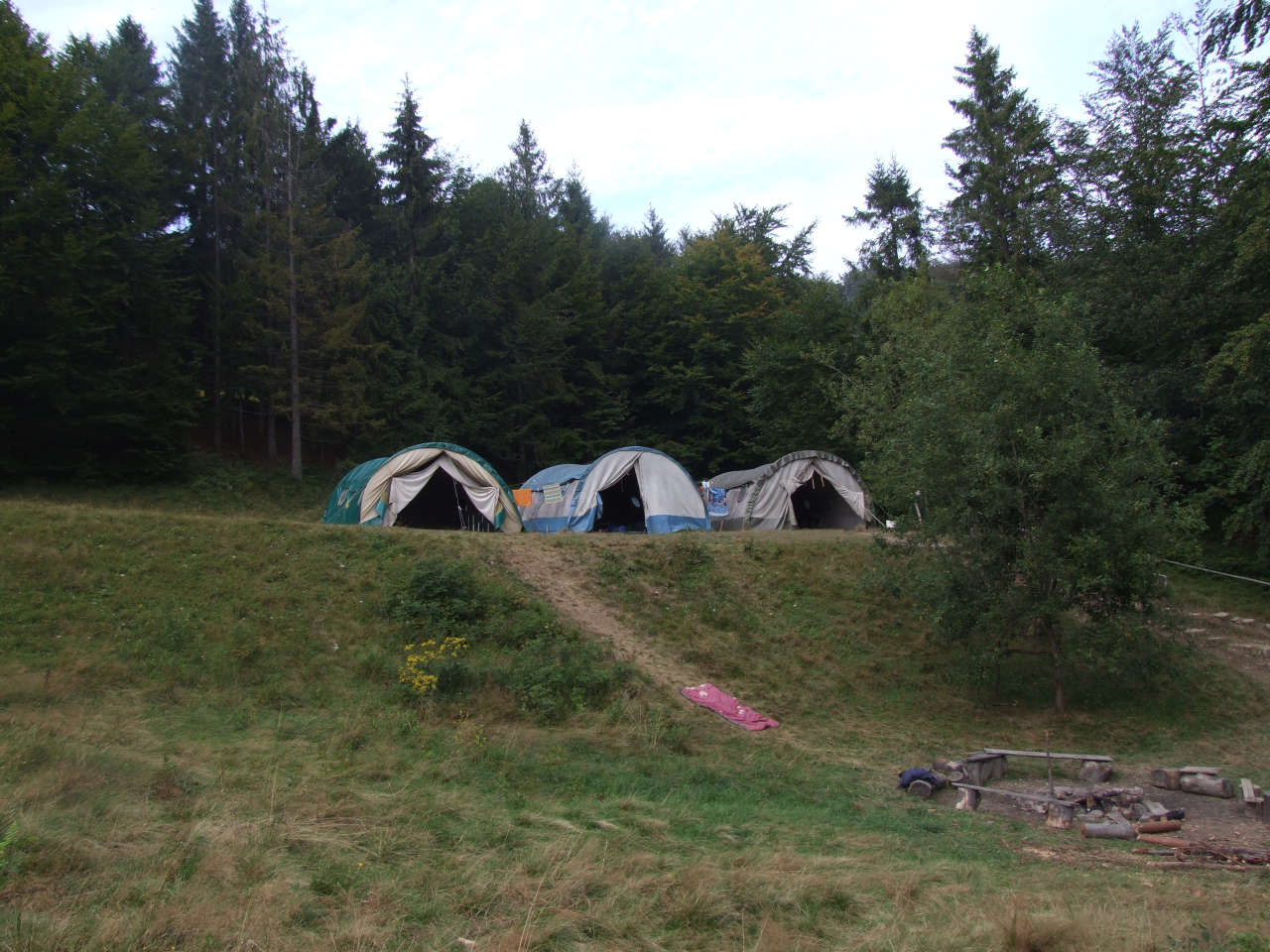
Polana Wały

Baza namiotowa Polana Wały – studencka baza namiotowa w Beskidzie Wyspowym pod szczytem Krzystonowa. Znajduje się na położonej w środku największego kompleksu leśnego Beskidu Wyspowego Polanie Wały. Polana ma dwa tarasy, na górnym, równym placu, tuż pod ścianą lasu, ustawiane są w sezonie letnim duże namioty. Baza oferuje noclegi zarówno grupom zorganizowanym (dla ok. 25 osób), jak i turystom indywidualnym. W namiotach są materace i śpiwory, możliwość również wykorzystania własnego śpiwora. Można także rozbić własne namioty. Jak wszystkie tego typu obiekty, baza oferuje bardzo tanie noclegi przy minimum wygód. Można otrzymać ciepłą herbatę, są stoły, miejsce do zapalenia ogniska, turystyczny prysznic (woda dostarczana rurą z potoku), tradycyjna ubikacja. Jest turystyczna kuchnia i możliwość przygotowania własnego posiłku. Jest też boisko do siatkówki, huśtawka. Na pobliskich polanach, szczególnie na polanie Stumorgi na Mogielicy nieprzebrana ilość czarnych borówek.
Baza prowadzona jest przez Studenckie Koło Przewodników Beskidzkich w Katowicach i czynna jest tylko w sezonie letnim (lipiec-sierpień). Nie znajduje się przy samym szlaku turystycznym, lecz w odległości ok. 2 min od niego, ścieżką w dół, na wschodnią stronę od głównego żółtego szlaku prowadzącego grzbietem z Mogielicy przez Krzystonów na Jasień. Dzięki temu, że znajduje się na poboczu, jest oazą spokoju, miejscem rzadko odwiedzanym przez i tak nielicznych w tych okolicach turystów. Przy żółtym szlaku turystycznym znajduje się strzałka kierunkowa wskazująca drogę dojścia do bazy.

## Szlaki turystyki pieszej[1]
– żółty z  Tymbarku podnóżami Łopienia – Mogielica – Krzystonów – Jasień – Przełęcz Przysłop. Czas przejścia na Krzystonów: z Tymbarku 6.30 h (↓ 5.45 h), z Przełęczy Przysłop 2.20 h (↓ 1.50 h)
 – zielony z Półrzeczek na Krzystonów. Czas przejścia: 1.30 h (↓.1 h), suma podejść 380 m.
 – zielony z przysiółka Białe w Szczawie obok polany Wały na Krzystonów. Czas przejścia: 1.15 h (↓ 0.50 h), suma podejść 380 m.